# The Band From Utopia
A Band from Utopia (később "Banned From Utopia) egy tíztagú, nagyrészt Frank Zappa egykori zenésztársaiból álló, munkásságukat az ő zenéjének szentelő amerikai együttes.

## A zenekar
A zenekar 1994-ben, a stuttgarti Open Jazz Festival felkérésére alakult meg. A koncertjükről felvétel készült, amit a német tévé közvetített is, illetve ez a koncert képezte az első lemezük anyagát.
A zenészek közül egyesek a hetvenes években, mások az utolsó, 88-as turnén játszottak Zappánál; a közös munkától és a lehetőségtől fellelkesülve a koncert után is együttmaradtak és több turnét is csináltak.
A csapat némileg eltérő felállásban egy stúdióalbumot is készített 2001-ben.

## A csapat tagjai

### 1994
- Tommy Mars: billentyűsök, ének
- Robert Martin: billentyűsök, ének, szaxofon
- Ike Willis: gitár, ének
- Arthur Barrow: basszusgitár, gitár
- Tom Fowler: basszusgitár, hegedű
- Bruce Fowler: harsona
- Kurt Mcgettrick: baritonszaxofon, kontrabasszus klarinét
- Ed Mann: vibrafon, ütőhangszerek
- Chad Wackerman: dobok
- Jay Dittamo: dobok

### 2001
- Arthur Barrow: basszusgitár
- Bruce Fowler: harsona, Euphonium, vokál
- Tom Fowler: basszusgitár
- Walt Fowler: trombita, Flugelhorn, billentyűs hangszerek
- Ed Mann: ütőhangszerek
- Tommy Mars: billentyűsök
- Robert Martin: billentyűsök, ének
- Kurt Mcgettrick: baritonszaxofon, kontrabasszus klarinét, pikkoló
- Mike Miller: gitár, ének
- Chad Wackerman: dobok
- Albert Wing: tenorszaxofon

Vendégek:
- Phil Teele: basszusharsona (1)
- Ray White: ének (4)
- Mark Matthews: gitár (10)
- Marvin Fowler: Scratcher (10)

## Diszkográfia
- The Band From Utopia (1995)
- A Tribute To The Music Of Frank Zappa (DVD - 2001)
- So Yuh Don't Like Modern Art (2002)

## Külső hivatkozások
- A Band From Utopia adatlapja - a United Mutations honlapon